# 1181. grenadirski polk (Wehrmacht)
1181. grenadirski polk (izvirno nemško 1181. Grenadier-Regiment; kratica 1181. GR) je bil pehotni polk Heera v času druge svetovne vojne.

## Zgodovina
Polk je bil ustanovljen 26. avgusta 1944 kot sestavni del 574. ljudskogrenadirske divizije; še v času oblikovanja so polk preimenovali.